# Geopotencial
El geopotencial es el potencial del campo de gravedad de la Tierra. Por conveniencia, a menudo se define como el negativo de la energía potencial por unidad de masa, de modo que el vector de gravedad se obtiene como el gradiente de este potencial, sin la negación. 

## Definición

Equilibrio entre la fuerza gravitacional y centrífuga sobre la superficie de la Tierra.

Para aplicaciones geofísicas, la gravedad se distingue de la gravitación. La gravedad se define como la resultante de la gravitación y la fuerza centrífuga causada por la rotación de la Tierra. La superficie media del mar global está cerca de una de las superficies equipotenciales del geopotencial de la gravedad  {\displaystyle W}. Esta superficie equipotencial, o superficie de geopotencial constante, se llama geoide. En la figura se ilustra cómo la fuerza gravitacional y la fuerza centrífuga se suman a una fuerza ortogonal al geoide (no a escala). En la latitud 50 grados, el desplazamiento entre la fuerza gravitacional (línea roja en la figura) y la vertical local (línea verde en la figura) es de hecho 0.098 grados. Para un punto de masa (atmósfera) en movimiento, la fuerza centrífuga ya no coincide con la gravedad y la suma vectorial no es exactamente ortogonal a la superficie de la Tierra. Esta es la causa del efecto coriolis para el movimiento atmosférico. 
El geoide es una superficie suavemente ondulada debido a la distribución irregular de masa dentro de la Tierra; Sin embargo, puede ser aproximado por un elipsoide de revolución llamado elipsoide de referencia. El elipsoide de referencia más utilizado actualmente, el del Sistema de Referencia Geodésico 1980 (GRS80), aproxima el geoide a un poco más de ± 100 m. Se puede construir un modelo geopotencial simple  {\displaystyle U} que tiene como una de sus superficies equipotenciales este elipsoide de referencia, con el mismo potencial de modelo  {\displaystyle U_{0}} como el verdadero potencial  {\displaystyle W_{0}} del geoide; este modelo se llama potencial normal. La diferencia  {\displaystyle T=W-U} se llama potencial perturbador. Muchas cantidades observables del campo de gravedad, como las anomalías de gravedad y las desviaciones de la plomada, se pueden expresar en este potencial perturbador. 
En el trabajo terrestre práctico, por ejemplo, nivelación, se utiliza una versión alternativa del geopotencial llamada número geopotencial {\displaystyle C}, que se calculan desde el geoide hacia arriba: 
{\displaystyle C=-(W-W_{0})} ,
donde {\displaystyle W_{0}} es el geopotencial del geoide. 

## Fórmula matemática
Para el propósito de la mecánica orbital satelital, el geopotencial se describe típicamente mediante una expansión en serie en armónicos esféricos (representación espectral). En este contexto, el geopotencial se toma como el potencial del campo gravitacional de la Tierra, es decir, dejando fuera el potencial centrífugo. 
Resolver geopotencial (Φ) en el caso simple de una esfera: 
{\displaystyle \Phi (h)=\int _{0}^{h}g\,dz\ } 
{\displaystyle \Phi =\int _{0}^{z}\left[{\frac {Gm}{(a+z)^{2}}}\right]dz}
Integrar para obtener 
{\displaystyle \Phi =Gm\left[{\frac {1}{a}}-{\frac {1}{a+z}}\right]}
donde: 
G = 6.673x10−11 Nm²/kg2 es la constante gravitacional,
m = 5.975x1024 kg es la masa de la Tierra,
a = 6.378x106 m es el radio promedio de la Tierra,
z es la altura geométrica en metros
Φ es el geopotencial a la altura z, que está en unidades de [m²/s2] o [J/kg].